# Wellen (Belgia)
Wellen (lim. Wille, Wuèlle) – gmina (gemeente) w Belgii, w Regionie Flamandzkim, w prowincji Limburgia, w okręgu Tongeren. 1 stycznia 2024 roku liczyła 7490 mieszkańców.  

## Podział administracyjny
W skład gminy wchodzą trzy dzielnice (deelgemeente):
- Berlingen
- Herten
- Ulbeek

## Demografia
- Źródła:NIS, :od 1806 do 1981= według spisu; od 1990 liczba ludności w dniu 1 stycznia

1 stycznia 2024 całkowita populacja Wellen liczyła 7490 osób. Łączna powierzchnia gminy wynosi 26,80 km², co daje gęstość zaludnienia 279 mieszkańców na km².